# Tawaif

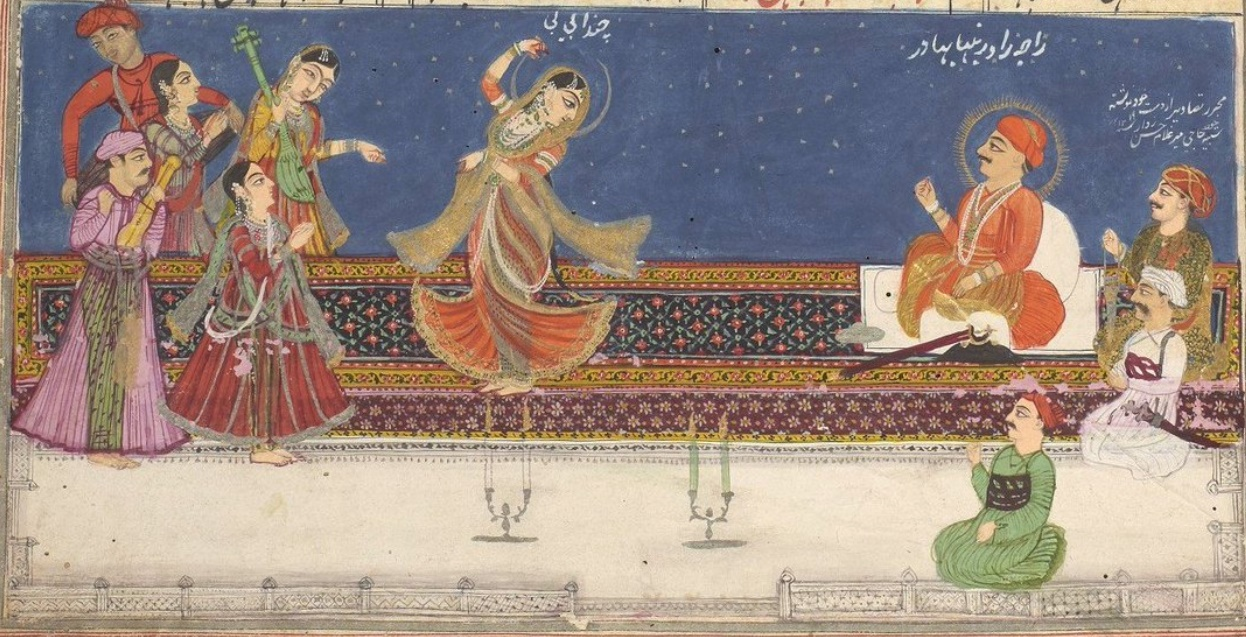
Mah Laqa Bai dancing

Tawaif var ett historiskt indiskt yrke. 
En Tawaif var en kurtisan som underhöll överklassen i Indien med sång, dans och poesi. De anlitades även som lärare i dessa konstarter samt etikett för elever ur överlassen av båda könen. Det förekom att tawaif hade sexuellt umgänge med sina klienter, men detta var inte obligatoriskt, och ingick inte i definitionen av yrket. 
Under antiken kallades kurtisaner av hög klass i Indien för Gaṇikā, men den titeln tycks ha försvunnit efter Guptarikets fall. Tawaif är kända från medeltiden till 1800-talet, och hade sin storhetstid under Mogulriket på 1700-talet. Berömda exempel är Begum Samru, Mah Laqa Bai, Begum Hazrat Mahal, och Binodini Dasi. 
Idag är ordet tawaif på urdu i det närmaste synonymt med prostituerad.